# Jenny Rohde
Jenny Rohde, tidigare Engström, född 18 mars 1841 i Stockholm, död 15 december 1875 i Halmstads församling, Hallands län, var en svensk skådespelare.

## Biografi
Jenny Rohde föddes 1841 i Stockholm. Hon var från 1858 till 1860 elev vid Kungliga teatern och från 1860 till 1861 vid Mindre teatern i Stockholm. Rohde var anställd från 1861 till 1863 vid Mindre teatern i Stockholm, från 1863 till 1864 vid Södra Teatern i Stockholm och sedan vid Folkteatern i Stockholm. Hon var från 1866 till 1869 anställd hos Lindmark och från 1866 till 1869 hos Rohde. Hon avled 1875 i Halmstads församling.
Rodhe hade bland annat rollerna som Marguerite Gautier, Clariess i Ny frima, Heloise i  Chevalier de Maison Rouge, Agneta i Elfjungfrun, Marthe i Familjen Benoiton, Anna i Strid och seger, Leonora i Min hustru vill ha roligt, Litteratören Palén i Skräddaren naturpoet och Baron von Luftig i Andersson, Pettersson och Lundström.
Rohde var gift med skådespelaren Georg Edvard Tibell.